# Liste von Sehenswürdigkeiten in Essen
Diese Liste soll einen thematischen Überblick der in Wikipedia beschriebenen Sehenswürdigkeiten in Essen bieten. Die Liste ist alphabetisch sortiert und erhebt keinen Anspruch auf Vollständigkeit.
| - Aalto-Theater - Abteikirche Werden - Alte Synagoge - Altenhof Krupp-Siedlungen - Altstadt Kettwig - Altstadt Werden - Bahnhof Kupferdreh - Baldeneysee - Bismarckturm Essen - Brehminsel - Burgplatz - Burg Altendorf - Colosseum Theater - Deutsches Plakatmuseum - Deutschlandhaus - Dubois-Arena - Essener Domschatz - Essener Münster - Filmstudio Glückauf - Folkwang Hochschule - Fürstin-Franziska-Christine-Stiftung - Gaseum - Glockenspiel an der Kettwiger Straße - Grillo-Theater - GOP Varieté Essen - Grugahalle - Grugapark - Haus Achternberg - Haus der Technik (Essen) | - Haus Heck - Haus Heisingen - Haus Horst - Haus Scheppen - Hespertalbahn - Hotel Handelshof - Hügelpark - Jagdhaus Schellenberg - Kattenturm Essen - Kettwiger See - Kleines Theater Essen - Kokerei Zollverein - Korte-Klippe - Krupp-Gürtel - Kulturlinie 107 - Kunsthaus Essen - Lichtburg - Ludwig-Kessing-Park - Gartenstadt Margarethenhöhe - Markt- und Schaustellermuseum - Mineralienmuseum - Moltkeviertel - Museum Folkwang - Neue Isenburg - Papiermühlenschleuse Werden - Red Dot Design Museum - Rathaus Essen | - Rathaus (Kray) - Rote Mühle - Ruhr Museum - RWE-Turm - Saalbau Essen (Philharmonie) - Schleuse Neukirchen - Schleuse Spillenburg (mit Schleusenhaus) - Schloss Baldeney - Schloss Borbeck - Schloss Hugenpoet - Schloss Oefte - Schloss Schellenberg - Schurenbachhalde - Stratmanns Theater Europahaus - Thyssenkrupp-Hauptquartier - Villa Dinnendahl - Villa Hügel - Villa Vogelsang - Vryburg - Walter-Hohmann-Sternwarte - Wasserkraftwerk Horster Mühle - Wasserturm am Steeler Berg - Wasserturm Essen-Steele - Zeche Carl - Zeche Carl Funke - Zeche Zollverein - Zollverein-Kubus |

## Regelmäßige Veranstaltungen
- Essener Lichtwochen
- Essen Motor Show und Techno-Classica (Oldtimer-Messe)
- Internationale Spieltage
- Equitana (alle zwei Jahre)